# Gobierno militar de Gholam Rezá Azharí
Sha ordenó a Gholam Reza Azhari el 5 de noviembre de 1978 que dirigiera el gobierno militar en el momento de las crecientes protestas en el país. La elección del general Azhari se interpretó como una señal indirecta para los revolucionarios de que el régimen había perdido la determinación de resistir y jugar duro.
De los once ministros del gabinete designados por Azhari, solo seis eran militares, e incluso este número se redujo en las semanas siguientes. Los miembros del gabinete militar, en su mayoría, no tenían experiencia en sus respectivas áreas de responsabilidad. En resumen, el tan debatido cambio a un gobierno militar fue, en la práctica, más cosmético que real.
Entre los primeros actos de Azhari estuvo el arresto y encarcelamiento del ex primer ministro Hoveida, el exjefe de SAVAK, el exjefe de la policía nacional, el exalcalde de Teherán y varios exministros y altos dignatarios más. Estos actos desenfrenados se llevaron a cabo nuevamente con la esperanza de apaciguar a los revolucionarios.
La víspera del 20 de diciembre, el primer ministro Gholam Reza Azhari sufrió un infarto masivo. Presentó su renuncia al Shah el 31 de diciembre de 1978.

## Gabinete
Los miembros del gabinete fueron los siguientes:
| Ministerio                           | Ministro                              |
| ------------------------------------ | ------------------------------------- |
| Primer Ministro                      | Gholam Rezá Azharí                    |
| Agricultura                          | Amir-Hossein Amirparviz               |
| Comercio                             | Ahmad Me'marzadeh                     |
| Post                                 | Karim Motamedi                        |
| Cultura y Arte                       | Kamal Habibollahi                     |
| Guerra                               | Reza Azimi                            |
| Economía y Finanzas                  | Abbas Qarabağí Hassanali Mehran       |
| Educación                            | Mohammad Reza Ameli Tehrani           |
| Energía                              | Iraj Moghaddam                        |
| Asuntos Exteriores                   | Amir Khosrow Afshar                   |
| Salud                                | Mohammad Hassan Morshed               |
| Vivienda y Desarrollo Urbano         | Amir Hoséin Rabií Manouchehr Behravan |
| Industrias                           | Mohammad-Reza Amín                    |
| Interior                             | Abbas Qarabağí                        |
| Justicia                             | Hossein Nayafi                        |
| Trabajo y Asuntos Sociales           | Gholam Ali Oveisi                     |
| Carreteras                           | Hassan Shalchian                      |
| Ciencia y Cultura                    | Kamal Habibollahi                     |
| Policía de Inteligencia de Seguridad | Nasser Moghaddam                      |
| Comunicación                         | Samad Samadianpur                     |